# Список произведений Льва Кербеля
Произведения Льва Ефимовича Кербеля (25 октября (7 ноября) 1917 — 14 августа 2003)

## Мемориалы
| название | местонахождение                                                                              | этапы создания                                                                               | соавторы                                                                           | описание | фото                              |
| --- | -------------------------------------------------------------------------------------------- | -------------------------------------------------------------------------------------------- | ---------------------------------------------------------------------------------- | --- | --------------------------------- |
| Памятник Героям-подводникам Северного флота | Полярный, на территории 161 Краснознаменной ордена Ушакова 1 степени бригады подводных лодок | работа скульптора 1943 открыт 22 июня 1944                                                   |                                                                                    | Обелиск, фигура в рост. Бетон, чугун. Высота: обелиск – 7 м.; фигура – 2,2 м. | внешнее фото:                     |
| Памятник Советским и польским воинам, погибшим при форсировании Одера (Солдатам форсировавшим Одер) | сначала Кюстрин затем Брест, братское кладбище. Современных данных нет.                      | работа скульпторов 1945 открытие 18 ноября 1945                                              | скульптор В. Е. Цигаль                                                             | Обелиск, траурная урна. Бронза, гранит. Высота 5,1 м. Бронза. Высота: фигура – 3,4 м. | фотографии с открытия в Кюстрине: |
| Памятник Героям-танкистам, штурмовавшим Зееловские высоты (Советским воинам, павшим в боях с фашистскими захватчиками при штурме Зееловских высот )                                                                                                | Зелов.                                                                                       | работа скульпторов 1945 открытие 18 ноября 1945 фотографии с открытия: замена на бронзу 1946 | скульптор В. Е. Цигаль архитектор М. Г. Горвиц                                     | Фигура в рост. Гранит, бронза. Высота 4,9 м. Высота: общая – 11 м. фигура – 3,5 м. |                                   |
| Мемориал Героям штурма Берлина (Памятник Советским воинам ) | Берлин, парк Тиргартен.                                                                      | работа скульпторов 1945 фотографии о строительстве: открытие 11 ноября 1945 года             | скульптор В. Е. Цигаль архитектор Н. В. Сергиевский                                | Колонада, фигура в рост. Гранит, бронза. Высота 24 м. Высота: постамент – 14 м. фигура – 7,5 м. |                                   |
| Монумент на братской могиле мирных жителей, погибших от рук немецко-фашистских захватчиков в Великой Отечественной войне 1941—1945 гг. «Скорбящая мать»                                                                                            | Рудня, гражданское кладбище.                                                                 | работа скульптора 1965 открытие 21 октября 1965 года                                         | автор текста Н. И. Рыленков архитектор Виталий Николаевич Датюк                    | Стела, рельеф. Гранит серый. 300×90×90 | внешнее фото:                     |
| Памятник Ополченцам Фрунзенского района | Москва, Метростроевская улица.                                                               | работа скульптора 1967 открытие 7 мая 1967                                                   | автор текста М. Д. Максимов архитекторы Виталий Николаевич Датюк, С. С. Феоктистов | Стела с рельефом, стела текстом Гранит серый. Высота 3 м. | фото на wikimapia:                |
| Мемориал Ярославцам, героям фронта и тыла («Вечный огонь» в честь боевой и трудовой славы ярославцев в годы Великой Отечественной войны 1941—1945 годов)                                                                                           | Ярославль, Площадь Челюскинцев.                                                              | работа скульптора 1968 открытие 29 октября 1968                                              | архитектор Г. А. Захаров                                                           | Две стелы, рельеф. Гранит серый. 350×300×50 |                                   |
| Памятник Медикам – героям Великой Отечественной войны 1941—1945 гг. | Москва, Большая Пироговская улица.                                                           | работа скульптора 1972 открытие 5 мая 1972                                                   | архитектор Б. И. Тхор                                                              | Стела в виде креста, рельеф Гранит красный. 365×370×150 | фото на wikimapia:                |
| Памятник на могилах погибших бойцов в Великой Отечественной войне ы 1941–1945 гг. «Мужество» («Родина-мать») | Малоярославец.                                                                               | открытие 9 мая 1975 фотографии с открытия:                                                   | архитектор Е. И. Киреев                                                            | Фигура в рост на низком постаменте на вершине кургана. Кованная медь. 580×90×90 |                                   |
| Памятник 600-летию Калуги. Включает портреты: «Первый космонавт Ю. А. Гагарин в гермошлеме», «К. Э. Циолковский»; рельефы «Восстание Ивана Болотникова», «Октябрь», «Великая Отечественная война 1941—1945 гг.», «Социалистическое строительство». | Калуга, на улице Гагарина.                                                                   | работа скульптора 1975 открытие 29 октября 1977                                              | архитекторы В. Н. Датюк, Е. И. Киреев, П. Т. Перминов                              | Пилон с бюстом, у подножия которого расположена сфера, гранитная стела с рельефом и шесть стел с бронзовыми рельефами. Гранит красный, бронза, титан, медь. Высота 50 м. Изготовители завод в Мытищах (барельеф с К. Э. Циолковским); Калужскаяой скульптурная фабрика (голова Ю. А. Гагарина); Ленинградский завод «Монументскульптура» (барельефы). |                                   |
| Памятник фронтовым корреспондентам | Москва, перед входом в Центральный дом журналиста на Никитском бульваре в районе Арбат.      | отливка июль 1993 открытие 1993                                                              | автор текста К. М. Симонов архитектор Е. Г. Розанов                                | Фигура сидящая, рядом основание колонны на низком постаменте. Гранит красный полированный, бронза. Статуя изготовлена на заводе в Мытищах |                                   |
| Памятник Воинам Московской противовоздушной обороны (Героям противовоздушной обороны Москвы) | Москва, Осенний бульвар.                                                                     | открытие 4 мая 1995                                                                          | архитектор Е. Г. Розанов                                                           | Фигура в рост женщины с ребёнком на руках перед дугообразной стелой (в виде радара) с рельефами на постаменте. Бронза. | внешнее фото:                     |
| Мемориал экипажу атомного подводного крейсера «Курск» | Москва, улица Советской Армии.                                                               | открытие 2002                                                                                | архитектор И. Н. Воскресенский                                                     | Фигура в рост на низком постаменте на площадке в виде "андреевского флага". Серый гранит, бронза. Высота 4,5 м. |                                   |

## Статуи \ полуфигуры
| название                                 | местонахождение             | этапы создания                                     | соавторы                                                                   | описание | фото |
| ---------------------------------------- | --------------------------- | -------------------------------------------------- | -------------------------------------------------------------------------- | --- | ---- |
| Памятник генерал-лейтенанту А. И. Зыгину | Полтава, площадь Загина     | работа скульпторов 1949 открыт 1957                | скульптор В. Е. Цигаль архитектор Г. А. Захаров                            | Фигура в рост на постаменте, барельеф. Бронза, бетон, гранит. Высота — 7,1 м. Надпись:«Генерал-лейтенант Алексей Иванович Зыгин. 1896—1943» |      |
| Памятник Карлу Марксу в Москве           | Москва, Театральная площадь | работа скульптора 1958-1961 открыт 29 октября 1961 | архитекторы Р. А. Бегунц, Н. А. Ковальчук, В. Г. Макаревич, В. М. Моргулис | Полуфигура в постаменте. Серый гранит. Высота памятника 8,35 м.; размер боковых стел 6×3,6×4,7 м. |      |
| Памятник Владимиру Ильичу Ленину         | Биробиджан                  | Открыт 7 октября 1978.                             | архитектор Л.В. Мисожников                                                 | После открытия памятника в Биробиджане Кербель сделал авторское повторение при создании памятника в Москве, сильнее повернув голову влево и чуть сгладив углы. После установки памятника в Биробиджане скульптуру растиражировали и слегка изменённая статуя появилась в городах Бирюч, Валуйки, Каменск-Шахтинский, Сызрань и других. |      |

## Бюсты \ головы
| название | местонахождение                                                                      | этапы создания                                                     | соавторы                                                                    | описание                                                                    | фото                     |
| --- | ------------------------------------------------------------------------------------ | ------------------------------------------------------------------ | --------------------------------------------------------------------------- | --------------------------------------------------------------------------- | ------------------------ |
| Памятник-бюст дважды Герою Советского Союза Б. Ф. Сафонову                                                                             | Североморск, ул. Гвардейская Инв. № 30 Североморского музейно-выставочного комплекса | работа скульптора 1942 открыт 19 августа 1945                      | архитектор П. В. Муравьев \ В. М. Муравьев                                  | Бронза, бетон. Высота – 4,5 м. \ Высота бюста – 1,3 м. постамента – 2,44 м. |                          |
| Памятник-бюст дважды Герою Советского Союза Б. Ф. Сафонову                                                                             | Синявино (1) Плавск, ул. Коммунаров, 68 А                                            | работа скульптора 1944 открыт 7 ноября 1948 (1) перенесен 1979 (2) | архитектор П. В. Муравьев. Вероятно тот же архитектор, что и в Североморске | Бронза, гранит.                                                             |                          |
| Памятник-бюст дважды Герою Советского Союза Б. Ф. Сафонову                                                                             | Сафоново в черте города Североморска на развилке улиц Вербицкого и Преображенского   | работа скульптора 1944 открыт 16 сентября 1961                     | копиист А. И. Марков архитектор А. А. Шашков                                | Бронза, бетон.                                                              |                          |
| Памятник-бюст дважды Герою Социалистического труда В. В. Гришину                                                                       | Серпухов, ул. Гвардейская                                                            | работа скульптора 1984 (?) 1985                                    | архитектор С. П. Хаджибаронов                                               | Бронза, гранит.                                                             |                          |
| Памятник-бюст дважды Герою Советского Союза В. Г. Рязанову (Генерал-лейтенанту В. Г. Рязанову)                                         | Большое Козино                                                                       | работа скульпторов 1949 открыт 23 августа 1950                     | скульптор В. Е. Цигаль Виктор Валерианович Калинин                          | Бронза, гранит. Высота 2,5 м.                                               |                          |
| Памятник-бюст герою гражданской войны А. Я. Пархоменко                                                                                 | п. Пархоменко                                                                        | работа скульптора 1952 сооружение 1952                             | архитектор А. Г. Рочагов (?) .                                              | Бронза, гранит. Высота 2,65 м. \ Общая высота 500, бюст – три натуры        | фото на внешнем ресурсе: |
| Памятник-бюст дважды Герою Советского Союза В. С. Петрову                                                                              | Тамбов, улица Карла Маркса, сквер у пересечения с Коммунальной улицей                | открыт 1953                                                        | архитектор И. А. Француз                                                    | Бронза, гранит. Высота 3,35 м.                                              |                          |
| Памятник-бюст дважды Герою Советского Союза В. И. Попкову                                                                              | Москва, Самотёчная улица                                                             | открыт 17 ноября 1953                                              | архитектор Л. Г. Голубовский                                                | Бронза, гранит. Высота 3,4 м.                                               |                          |
| Памятник-бюст дважды Герою Советского Союза С. И. Богданову                                                                            | Санкт-Петербург, на Аллее Героев Московского парка Победы.                           | открыт 11 января 1953                                              | архитектор М. А. Шепилевский и В. Д. Кирхоглани                             | Бюст. Бронза, гранит. Высота 2,25 м.                                        |                          |
| Академик А. Н. Крылов Памятник-бюст (Памятник Алексею Крылову, Герою Социалистического труда кораблестроителю академику А. Н. Крылову) | Москва, у Химкинского речного вокзала.                                               | работа скульптора 1953 \ 1954 открыт 7 декабря 1960                | архитектор Ю. И. Гольцев                                                    | Бронза, гранит. Высота 2,4 м.                                               |                          |
| Памятник-бюст дважды Герою Социалистического труда И. А. Буянову                                                                       | Горки Ленинские                                                                      | работа скульптора 1957 открыт 1963                                 | архитектор И. А. Француз                                                    | Бюст. Бронза, гранит. 280×100×95                                            | фото на pastvu:          |
| Памятник-бюст великому русскому ученому И. М. Сеченову (Памятник Ивану Сеченову)                                                       | Москва, Большая Пироговская улица, дом 2, строение 3                                 | работа скульптора 1958 открыт 2 апреля 1958                        | архитектор Л. Н. Поляков                                                    | Бюст. Бронза, гранит. 190×142×106                                           |                          |
| Памятник-бюст первому летчику-космонавту СССР Ю. А. Гагарину                                                                           | Москва, Аллея космонавтов                                                            | работа скульптора 1964 открыт 1967                                 | архитекторы М. О. Барщ и А. Н. Колчин                                       | Бюст. Бронза, гранит. Бюст – 120×77×92. Постмент – 300×90×65                |                          |
| Памятник-бюст первому летчику-космонавту СССР Ю. А. Гагарину. Подарок автора городу                                                    | Ростов-на-Дону, площадь Гагарина                                                     | работа скульптора 1964 открыт 1977 (?)                             |                                                                             | Бюст. Бронза, гранит                                                        |                          |
| Памятник-бюст первому летчику-космонавту СССР Ю. А. Гагарину. Подарок автора городу                                                    | Смоленск, проспект Гагарина                                                          | работа скульптора 1964 открыт 1977 (?)                             |                                                                             | Бюст. Бронза, гранит                                                        |                          |
| Памятник-бюст первому летчику-космонавту СССР Ю. А. Гагарину                                                                           | Эрфурт                                                                               | работа скульптора 1964                                             |                                                                             | Бюст. Бронза, гранит                                                        |                          |

## Надгробия
| название | местонахождение                                                | этапы создания                                                                             | соавторы                | описание | фото                   |
| --- | -------------------------------------------------------------- | ------------------------------------------------------------------------------------------ | ----------------------- | --- | ---------------------- |
| Кенотаф художника А. Г. Венецианова (1780—1847) | Венецианово, кладбище.                                         | Работа скульптора 1952                                                                     |                         | Круглые рельефы на обелиске. Гранит, бронза 150×100 Изготовитель Ленинградский завод «Монументскульптура»                                 | внешние фото:          |
| Надгробие полковника Рывкина | Москва, Новодевичье кладбище (?) не подтверждается             | Работа скульптора 1959                                                                     |                         | композиция не известна Гранит. 220×70×40                                                                                                  | изображений не найдено |
| Надгробие писателя Б. А. Лавренёва (1891—1959) | Москва, Новодевичье кладбище, 5 уч. 24 ряд у Центральной аллеи | 1960 (?)                                                                                   | архитектор Р. А. Бегунц | Бюст в монолите. Гранит серый. 80×43×40                                                                                                   | внешнее фото:          |
| Надгробие актёра В. И. Качалова (1875—1948) | Москва, Новодевичье кладбище, 2 уч. 17 ряд.                    | 1960 (?)                                                                                   |                         | Барельеф профиль на стеле. Гранит серый, бронза. Полторы натуры                                                                           |                        |
| Надгробие адмирала А. Г. Головко (1906—1962) | Москва, Новодевичье кладбище, 1 уч. 43 ряд в районе 4 ряда.    | работа скульптора 1961 возможно портрет был заказан еще при жизни, либо ошибка в каталогах |                         | Голова в монолите. Мрамор. 220×200×200 |                        |
| Надгробие кинооператора Э. К. Тиссэ (1897—1961) | Москва, Новодевичье кладбище, 8 уч. 14 ряд.                    | работа скульптора 1964                                                                     |                         | Барельеф вполоборота на стеле. Мрамор. 156×98                                                                                             | внешнее фото:          |
| Надгробие композитора А. И. Островского (1914—1967) | Москва, Новодевичье кладбище, 7 уч. пр.ст. 1 ряд.              | после 1967 в каталоге 1977 года ошибочно указан 1966                                       |                         | Барельеф вполоборота на стеле. Гранит. в каталоге 1977 года ошибочно указан материал бронза и, вероятно, не правильный размер 150×180х160 |                        |
| Надгробие художника Я. Д. Ромаса (1902—1969) | Москва, Новодевичье кладбище, 7 уч. пр.ст. 7 ряд.              | после 1969                                                                                 |                         | Барельеф в профиль на стеле, фигура птицы. Гранит, бронза.                                                                                |                        |
| «Реквием» Надгробие Татьяны и Владимира Татьяна Михайловна Кербель (1926–1972) — жена скульптора; Владимир Львович Кербель (1944–1972) — сын скульптора | Москва, Новодевичье кладбище, 4 уч. 37 ряд.                    | 1973                                                                                       |                         | Парный портрет горельеф в монолите на постаменте. Мрамор, гранит. 70×70×60                                                                |                        |
| Надгробие министра культуры СССР Е. А. Фурцевой (1910—1974)                                                                                             | Москва, Новодевичье кладбище, 3 уч. 14 ряд.                    | после 1974                                                                                 |                         | бюст-горельеф на стеле. Мрамор. |                        |
| Надгробие скрипача Д. Ф. Ойстраха (1908—1974) | Москва, Новодевичье кладбище, 7 уч. лев.ст. 8 ряд.             | 1976                                                                                       |                         | голова с рукой и скрипкой на колонне. Бронза, основание гранит. Размер скульптуры 1,5 натуры.                                             |                        |
| Надгробие министра машиностроения для легкой и пищевой промышленности и бытовых приборов СССР В. Н. Доенин (1909—1977)                                  | Москва, Новодевичье кладбище, 7 уч. лев.ст. 13 ряд.            | 1976                                                                                       |                         | бюст в монолите. Гранит чёрный. |                        |
| Надгробие художника Е. А. Кибрика (1906—1978) | Москва, Новодевичье кладбище, 9 уч. 4 ряд.                     | после 1978                                                                                 |                         | Барельеф в профиль на стеле. Гранит. |                        |
| Надгробие министр транспортного машиностроения СССР Ю. Е. Максарёв (1903—1982)                                                                          | Москва, Новодевичье кладбище,10 уч. 1 ряд.                     | после 1982                                                                                 |                         | Полуфигура-горельеф в стеле. Бронза. |                        |
| Надгробие дважды Героя генерал-полковника Д. А. Драгунского (1910—1992)                                                                                 | Москва, Новодевичье кладбище, 11 уч. 3 ряд.                    | после 1992                                                                                 |                         | Бюст. Бронза. |                        |
| Надгробие кинорежиссёра актёра С. Ф. Бондарчука (1920—1994)                                                                                             | Москва, Новодевичье кладбище, 1920—1994                        | после 1994                                                                                 |                         | Голова в глыбе. Мрамор. Вероятно, после захоронения Е. С. Бондарчук в 2007 надгробие переделали , а старое надгробие переместили          | внешнее фото           |
| Автонадгробие Л. Е. Кербель (1917—2003) | Москва, Новодевичье кладбище, 4 уч. 37 ряд.                    | после 2003                                                                                 |                         | двухфигурная композиция. Бронза, гранит. Повторяет мраморную скульптуру «Скорбь» в Музее Победы.                                          |                        |

## в интерьерах
| название                       | местонахождение         | этапы создания | соавторы | описание                                | фото                   |
| ------------------------------ | ----------------------- | -------------- | -------- | --------------------------------------- | ---------------------- |
| Высадка десанта на маяк Пикшуй | Полярный, Дом офицеров. | 1944           |          | Барельеф. Гипс тонированный. 400×200×10 | изображение не найдено |

## в экстерьере
| название            | местонахождение                | этапы создания | соавторы                               | описание                             | фото                   |
| ------------------- | ------------------------------ | -------------- | -------------------------------------- | ------------------------------------ | ---------------------- |
| Танкист             | Берлин Вероятно не сохранилась | 1944           | В. Е. Цигаль                           | Статуя. Гипс тонированный. 180×55×40 | изображение не найдено |
| Регулировщица       | Берлин Вероятно не сохранилась | 1944           | В. Е. Цигаль                           | Статуя. Гипс тонированный. 175×50×38 | изображение не найдено |
| Вперёд к коммунизму | Москва                         | 1952           | Бригада под руководством Н. В. Томский | Группа. Гипс тонированный.           | изображение не найдено |

## Модели, макеты, эскизы памятников
| авторское название | музейное название | собрание                                                                                          | год      | описание                                            | фото |
| --- | --- | ------------------------------------------------------------------------------------------------- | -------- | --------------------------------------------------- | --- |
| Проект памятника В. В. Маяковскому для Москвы Первая поощрительная премия на всесоюзном конкурсе                                                                          | | в 1977 мастерская скульптора                                                                      | 1941     | Фигура в рост. Гипс тонированный. 75×28×20          | В 1967 году издательством «Советский художник» выпущена открытка «Кербель Л. Е. Эскиз памятника В. В. Маяковскому для Москвы. Гипс. 1941» Воспроизведен в альбоме 1977 (1) |
| Проект памятника подводнику Магомету Гаджиеву | | в 1967 в мастерской скульптора                                                                    | 1944     | Гипс тонированный 57×25×38                          | изображение не найдено |
| Голова бойца. Фрагмент памятника советским воинам в Берлине. Соавтор В. Е. Цигаль, архитектор Н. В. Сергиевский                                                           | | Берлин, точное местонахождение не известно                                                        | 1944     | Гипс тонированный 54×28×33                          | изображение не найдено |
| Проект памятника для Москвы Александр Васильевич Суворов Соавторы Р. С. Кириллова, И. И. Козловский, архитектор И. А. Француз Вторая премия                               | | ГТГ, Инв.№: СКС-2682 В 1967 дирекция выставок и панорам Мин. культуры СССР (передан в ГТГ в 1986) | 1949     | Композиция Бронза В. 79                             | изображение не найдено |
| Проект памятника для Москвы Александр Васильевич Суворов Соавторы Р. С. Кириллова, И. И. Козловский, архитектор И. А. Француз Вторая премия                               | | В 1967 мастерская скульптора                                                                      | 1949     | Композиция Бронза 78×60×38                          | изображение не найдено |
| Проект памятника дважды Герою Советского Союза С. И. Богданову, установленного в 1953 на Аллее Героев в Московском парке Победы в Ленинграде Архитектор М. А. Шепилевский | | ГМГС, Инв.№: СК-1064                                                                              | 1951     | Бюст Гипс 14×12,5×7                                 | изображение не найдено |
| Проектная модель памятника генерал-майору авиации Н.А. Токареву Соавтор В. Е. Цигаль                                                                                      | | Севастопольский ХМ, Инв.№: С-66                                                                   | Без даты | Фигура в рост Гипс тонированный, литьё (?) 45×18×15 | фото в госкаталоге: |
| Эскиз памятника татарскому поэту Габдулле Тукаю | | в 1967 мастерская скульптора                                                                      | 1954     | Гипс 42×16×10                                       | изображение не найдено |
| Поэт Габдулла Тукай Голова для памятника | | в 1967 мастерская скульптора                                                                      | 1954     | Гипс тонированный 55×33×37                          | В 1967 году издательством «Советский художник» выпущена открытка «Кербель Л. Е. Голова татарского поэта Г. Тукая. Гипс. 1958» Воспроизведен в каталоге 1977 (37)           |
| Студент татарин (этюд к памятнику Г. Тукая) | | в 1967 мастерская скульптора                                                                      | 1954     | Гипс тонированный 47×22×28                          | изображение не найдено |
| Эскиз памятника В. В. Маяковскому | | в 1967 мастерская скульптора                                                                      | 1954     | Гипс 35×14×9                                        | изображение не найдено |
| В. В. Маяковский | | в 1967 мастерская скульптора                                                                      | 1954     | Голова Гипс тонированный 17×9×12                    | изображение не найдено |
| Эскиз к статуе «Сборщик подписей за мир» | | в 1967 мастерская скульптора                                                                      | 1955     | Фигура в рост (?) Гипс 62×24×20                     | Воспроизведен в каталоге 1977 (30) |
| Эскиз статуи Мира для Бирмы | | в 1967 мастерская скульптора                                                                      | 1955     | Гипс 7×4×9                                          | изображение не найдено |
| Эскиз статуи Мира для Бирмы | | в 1967 мастерская скульптора                                                                      | 1955     | Гипс 15×5×4                                         | изображение не найдено |
| Эскиз памятника И. М. Сеченову | | в 1967 мастерская скульптора                                                                      | 1956     | Гипс тонированный 22×7×6                            | изображение не найдено |
| Эскиз к бюсту И. А. Буянову | | в 1967 мастерская скульптора                                                                      | 1956     | Гипс тонированный 14×13×8                           | изображение не найдено |
| Эскиз памятника К. Марксу (фигура) | | в 1967 мастерская скульптора                                                                      | 1957     | Гипс тонированный 47×16×17                          | изображение не найдено |
| Голова К. Маркса (этюд к эскизу памятника) | | в 1967 мастерская скульптора                                                                      | 1957     | Гипс тонированный 7×6×6                             | изображение не найдено |
| Эскиз памятника Карлу Марксу | | в 1967 мастерская скульптора                                                                      | 1958     | Гипс 51×26×35                                       | изображение не найдено |
| Проект памятника Карлу Марксу Архитекторы Р. А. Бегунц, Н. А. Ковальчук, В. Г. Макаревич, В. М. Моргулис Первая премия на Всесоюзном конкурсе                             | | в 1967 мастерская скульптора                                                                      | 1957     | Гипс тонированный 100×37×61                         | изображение не найдено |
| Модель памятника К. Марксу в Москве 1958 | | Вятский ХМ, Инв.№: С223                                                                           | 1961     | Полуфигура в пьедестале Гранит 110×60×50.           | фото в госкаталоге: |
| Модель памятника К. Марксу в Москве 1958 | Карл Маркс Рабочая модель памятника                                                                                                   | ГЦМСИР, ГИК 34341                                                                                 | 1961     | Бюст Гипс 100×50×58.                                | изображение не найдено |
| Модель памятника К. Марксу в Москве 1958 | Модель памятника К. Марксу, установленного в 1961 в Москве Архитекторы Р. А. Бегунц, Н. А. Ковальчук, В. Г. Макаревич, В. М. Моргулис | ГМГС, Инв.№: СК-1064                                                                              | 1961     | Полуфигура в пьедестале Гипс тонированный 79×40×42  | фото в госкаталоге: |
| Модель памятника К. Марксу в Москве 1958 | Модель монумента К. Марксу в Москве                                                                                                   | Смоленский ГМЗ, № КП СОМ 14212                                                                    |          | Бюст Гипс тонированный                              | фото в госкаталоге: |
| Модель памятника К. Марксу в Москве 1958 | Карл Маркс (макет памятника) | Мордовский РМИИ в Саранске, Инв. № С 256                                                          |          | Бронза 100×54×60                                    | фото в госкаталоге: |
| Модель памятника К. Марксу в Москве 1958 | | ЦК Музей К. Маркса и Ф. Энгельса в Москве                                                         | 1958     | Гипс 100×37×61.                                     | изображение не найдено |
| Модель памятника К. Марксу в Москве 1958 | | ЦК СЕПГ в Берлине                                                                                 | 1958     | Гипс 100×37×61.                                     | изображение не найдено |

## Статуи
| авторское название                                                 | музейное название | собрание                                                                | год                      | описание                                       | фото                                     |
| ------------------------------------------------------------------ | --- | ----------------------------------------------------------------------- | ------------------------ | ---------------------------------------------- | ---------------------------------------- |
| Трудовые резервы                                                   | Трудовые резервы. Дипломная работа . | Московский художественный институт имени В. И. Сурикова                 | 1947                     | Бронза. 60×27×22.                              | изображение не найдено                   |
| Трудовые резервы                                                   | Трудовые резервы | ГЦМСИР, ГИК 33137                                                       | 1947                     | Гипс тонированный. 56×22×21.                   | фото в госкаталоге:                      |
| Трудовые резервы                                                   | Трудовые резервы («Ремесленник») | Государственный литературный музей, КП 35034                            | 1955                     | Гипс тонированный. 59×23,5×25.                 | фото в госкаталоге:                      |
| Трудовые резервы                                                   | Трудовые резервы | Таллинский государственный художественный музей (Сейчас Музей Куму (?)) | 1947                     | Гипс тонированный. 60×27×22.                   | изображение не найдено                   |
| Трудовые резервы                                                   | Трудовые резервы | ГИМ, Инв.№ ФМЛ С-847                                                    | 1947                     | Бронза. 60×27×22.                              | фото в госкаталоге: фото на сайте музея: |
| Трудовые резервы                                                   | Трудовые резервы | Волгоградский МИИ, Инв.№ С-45                                           | 1947                     | Бронза. 55,5×22×20,5.                          | фото в госкаталоге:                      |
| Трудовые резервы                                                   | Трудовые резервы | Смоленский ГМЗ, Инв.№ С/146                                             | 1947                     | Бронза. 55×22×21.                              | фото в госкаталоге:                      |
| Трудовые резервы                                                   | Трудовые резервы | Таганрогский ХМ, Инв.№ С-15                                             | 1947                     | Бронза. 60×27×22.                              | фото в госкаталоге:                      |
| Трудовые резервы                                                   | Трудовые резервы | ГРМ, Инв.№ СО-107                                                       | 1947                     | Бронза. 55×22×22.                              | фото в госкаталоге:                      |
| Трудовые резервы                                                   | Трудовые резервы | ГТГ, Инв. № 28074                                                       | 1947                     | Бронза. Высота 55.                             | изображение не найдено                   |
| Трудовые резервы                                                   | Трудовые резервы | Сальский музей, Инв.№ С-22                                              | 1947                     | Бронза. 54,8×17,5×21.                          | скульптура в экспозиции:                 |
| Суворовец.                                                         | | Львовская галерея искусств                                              | 1947                     | Гипс тонированный. 85×26×22.                   | изображение не найдено                   |
| Вера Павловна – героиня романа Н. Г. Чернышевского «Что делать?» . | | Музей-усадьба Н. Г. Чернышевского в Саратове                            | 1952                     | Фигура в рост. Гипс тонированный. 70×16×17.    | изображение не найдено                   |
| Вера Павловна – героиня романа Н. Г. Чернышевского «Что делать?» . | Вера Павловна В госкаталоге авторами указаны Кербель В., Мешко Н., в музейном издании Л. Е. Кербель и Н. И. Мешко . Сын Л. Е. Кербеля – Владимир, в это время был еще в детском возрасте. Н. И. Мешко, вероятно, мастер, который перевел из гипса в бронзу и, возможно, уменьшил размер.. | Музей-усадьба Н. Г. Чернышевского в Саратове, Инв. № СКЛ 889            | начало 1950-х гг. \ 1952 | Фигура в рост. Бронза. 50 см, длина 58,5       | фото в госкаталоге:                      |
| Рахметов – герой романа Н. Г. Чернышевского «Что делать?» .        | | Музей-усадьба Н. Г. Чернышевского в Саратове                            | 1952                     | Фигура в рост. Гипс тонированный. 70×18×17.    | изображение не найдено                   |
| Рахметов – герой романа Н. Г. Чернышевского «Что делать?» .        | Рахметов В госкаталоге авторами указаны Кербель В., Мешко Н., в музейном издании Л. Е. Кербель и Н. И. Мешко . Сын Л. Е. Кербеля – Владимир, в это время был еще в детском возрасте. Н. И. Мешко, вероятно, мастер, который перевел из гипса в бронзу и, возможно, уменьшил размер..      | Музей-усадьба Н. Г. Чернышевского в Саратове, Инв. № СКЛ                | начало 1950-х гг. \ 1952 | Фигура в рост. Бронза. 50 см                   | фото в госкаталоге:                      |
| Колхозник дед Егор.                                                | Колхозный шорник Рогожин 92 лет к-за «Ленинский путь». Смоленской обл | Смоленская ХГ Инв.№ С/ 159                                              | 1954                     | Фигура в рост. Гипс тонированный. 40×12,5×9,5. | фото в госкаталоге:                      |
| Колхозник дед Егор.                                                | | В 1967 мастерская скульптора                                            | 1954                     | Фигура в рост. Гипс тонированный. 40×13×13.    | изображение не найдено                   |
| Колхозник дед Егор.                                                | Колхозный конюх дед Егор (Рогожин). Из серии «Мои земляки» | Курская ГКГ, Инв.№ С 211                                                | 1953                     | Фигура в рост. Бронза. 40×13,5×12.             | фото в госкаталоге:                      |

## Бюсты
| авторское название | музейное название | собрание | год                                                                                                | описание                                                                                               | фото                                                                        |                     |
| --- | --- | --- | -------------------------------------------------------------------------------------------------- | --- | --------------------------------------------------------------------------- | ------------------- |
| Герой Советского Союза летчик З. А. Сорокин. 1942 54×43×32 | Скульптурный портрет Сорокина Захара Артемовича | ГИКМ г. Полярный, Инв.№: ИИС8 | 1942                                                                                               | Гипс тонированный. 50×51×27.                                                                           | фото в госкаталоге:                                                         |                     |
| Герой Советского Союза летчик З. А. Сорокин. 1942 54×43×32 | Бюст Сорокина Захара Артёмовича капитана Героя Советского Союза                                                                                        | Военно-морской музей Северного флота (в Мурманске), Инв.№: ИС-1                                                                  | 1942                                                                                               | На нажке. Гипс тонированный. 63×29×27                                                                  | фото в госкаталоге:                                                         |                     |
| Герой Советского Союза летчик С. Балашов. Герой Советского Союза с инициалом "С" - не встречается. В 1942 единственный герой с такой фамилией Балашов, Иван Филиппович. | | местонахождение неизвестно | 1942                                                                                               | Гипс тонированный 35×23×26                                                                             | изображение не найдено                                                      |                     |
| Герой Советского Союза летчик П. Д. Климов. 1943 65×38×27 . | Скульптурный портрет Климова Павла Дмитриевича | ГИКМ г. Полярный, Инв.№: ИИС6 | 1970-е гг.                                                                                         | На низком плинте. Гипс тонированный 44×35×28.                                                          | фото в госкаталоге:                                                         |                     |
| Герой Советского Союза летчик П. Д. Климов. 1943 65×38×27 . | Бюст Климова Павла Дмитриевича капитана Героя Советского Союза                                                                                         | Военно-морской музей Северного флота (в Мурманске), Инв.№: ИС-2                                                                  | 1943                                                                                               | На ножке. Гипс тонированный 64×35×27.                                                                  | фото в госкаталоге:                                                         |                     |
| Герой Советского Союза летчик М. К. Вербицкий. 1943 37×24×28 . | Скульптурный портрет Вербицкого Михаила Константиновича                                                                                                | ГИКМ г. Полярный, Инв.№: ИИС17                                                                                                   | 1944                                                                                               | Гипс; ручное прессование, ангобирование, окраска 55×27×29.                                             | фото в госкаталоге:                                                         |                     |
| Герой Советского Союза летчик М. К. Вербицкий. 1943 37×24×28 . | Бюст Вербицкого Михаила Константиновича капитана Героя Советского Союза командира звена 118 авиационного полка                                         | Военно-морской музей Северного флота (в Мурманске), Инв.№: ИС-7                                                                  | 1944                                                                                               | Гипс тонированный 42×41×19.                                                                            | фото в госкаталоге:                                                         |                     |
| Герой Советского Союза Лукьянов. Вероятнее всего это А. М. Лукьянов. | | местонахождение неизвестно | 1943                                                                                               | Гипс тонированный 54×44×33.                                                                            | изображение не найдено                                                      |                     |
| Герой Советского Союза подводник И. И. Фисанович. 1943 53×42×31 . | Скульптурный портрет Фисановича Израиля Ильича | ГИКМ г. Полярный, Инв.№: ИИС15                                                                                                   | 1970-е гг.                                                                                         | Гипс; ручное прессование, ангобирование, окраска 53×38×31.                                             | фото в госкаталоге:                                                         |                     |
| Герой Советского Союза подводник И. И. Фисанович. 1943 53×42×31 . | Бюст Фисановича Израиля Ильича Героя Советского Союза                                                                                                  | Военно-морской музей Северного флота (в Мурманске), Инв.№: ИС-113                                                                | 1940-е - 1980-е гг.                                                                                | Гипс тонированный 54×37×26.                                                                            | фото в госкаталоге:                                                         |                     |
| Герой Советского Союза подводник И. И. Фисанович. 1943 53×42×31 . | Герой Советского Союза подводник И.И. Фисанович | Красноярский ГХМ, Инв.№: С-410                                                                                                   | 1942                                                                                               | Бронза 55×38×30. датировка 1942 - ошибочна: изображен с медалью "Золотая звезда", полученной в 1943    | фото в госкаталоге:                                                         |                     |
| Герой Советского Союза подводник В. Г. Стариков. 1943 55×42×32 . | Скульптурный портрет Старикова Валентина Георгиевича                                                                                                   | ГИКМ г. Полярный, Инв.№: ИИС4 | 1970-е гг.                                                                                         | На плинте. Гипс; ручное прессование, ангобирование, окраска 46×49×27.                                  | фото в госкаталоге:                                                         |                     |
| Герой Советского Союза подводник В. Г. Стариков. 1943 55×42×32 . | Бюст Старикова Валентина Георгиевича капитан-лейтенанта Героя Советского Союза командира подводной лодки «М-171»                                       | Военно-морской музей Северного флота (в Мурманске), Инв.№: ИС-10                                                                 | 1943                                                                                               | Гипс тонированный 58×50×28.                                                                            | фото в госкаталоге:                                                         |                     |
| Герой Советского Союза подводник И. А. Лунин. Вероятнее всего это Н. А. Лунин.                                                                                          | | Гипсовый отлив 1964 года в 1967 году находился в мастерской скульптора                                                           | 1943                                                                                               | Гипс тонированный 50×53×34.                                                                            | изображение не найдено                                                      |                     |
| Герой Советского Союза подводник И. А. Колышкин. 1943 54×54×27 . | Скульптурный портрет Колышкина Ивана Александровича | ГИКМ г. Полярный, Инв.№: ИИС13                                                                                                   | 1970-е гг.                                                                                         | Гипс; ручное прессование, ангобирование, окраска 56×54×30.                                             | фото в госкаталоге:                                                         |                     |
| Герой Советского Союза радист П. Кучеренко. Биография в Интернете не обнаружена                                                                                         | | Местонахождение неизвестно | 1943                                                                                               | Гипс тонированный 52×42×32.                                                                            | изображение не найдено                                                      |                     |
| Герой Советского Союза подводник Н. И. Морозов. Биография в Интернете не обнаружена                                                                                     | | Местонахождение неизвестно | 1943                                                                                               | Гипс тонированный 53×52×29.                                                                            | изображение не найдено                                                      |                     |
| Герой Советского Союза подводник И. Шумихин. Биография в Интернете не обнаружена                                                                                        | | Местонахождение неизвестно | 1943                                                                                               | Гипс тонированный 51×47×33.                                                                            | изображение не найдено                                                      |                     |
| Герой Советского Союза летчик А. В. Трипольский. 1944 37×24×28 . | Скульптурный портрет Трипольского Александра Владимировича                                                                                             | ГИКМ г. Полярный, Инв.№: ИИС10                                                                                                   | 1970-е гг.                                                                                         | Гипс; ручное прессование, ангобирование, окраска 55×51×2934.                                           | фото в госкаталоге:                                                         |                     |
| Герой Советского Союза летчик А. В. Трипольский. 1944 37×24×28 . | Бюст Трипольского Александра Владимировича командира дивизиона подводных лодок                                                                         | Военно-морской музей Северного флота (в Мурманске), Инв.№: ИС-6                                                                  | 1943                                                                                               | Гипс тонированный 56×51×44.                                                                            | фото в госкаталоге:                                                         |                     |
| Герой Советского Союза летчик П. Сгибнев. 1944 57×22×22 . | Скульптурный портрет Сгибнева Петра Георгиевича | ГИКМ г. Полярный, Инв.№: ИИС14                                                                                                   | 1970-е гг.                                                                                         | На призме. Гипс; ручное прессование, ангобирование, окраска 44×50×23.                                  | фото в госкаталоге:                                                         |                     |
| Герой Советского Союза летчик П. Сгибнев. 1944 57×22×22 . | Бюст Сгибнева Петра Георгиевича гвардии капитана Героя Советского Союза командира авиационной эскадрильи                                               | Военно-морской музей Северного флота (в Мурманске), Инв.№: ИС-13                                                                 | 1943                                                                                               | На ножке. Гипс тонированный 60×26×28.                                                                  | фото в госкаталоге:                                                         |                     |
| Дважды Герой Советского Союза — командир торпедного катера А. О. Шабалин. В каталоге ошибка в имени „Л. О. Шебалин“. .                                                  | | Военно-морской музей Северного флота (в Мурманске) данных в госкаталоге нет                                                      | 1944                                                                                               | Гипс тонированный 52×57×27.                                                                            | фото на сайте Герои страны:                                                 |                     |
| Подводник А. Лебедев. 1944 52×56×29 . | Скульптурный портрет Лебедева А.М. | ГИКМ г. Полярный, Инв.№: ИИС5 | 1970-е гг.                                                                                         | Гипс тонированный 53×54×32.                                                                            | фото в госкаталоге:                                                         |                     |
| Дважды Герой Советского Союза летчик Б. Ф. Сафонов. 1942 115×23×28 Аналогичный бюсту-памятнику в Свероморске, Сафоново, Плавске                                         | Скульптурный портрет Сафонова Бориса Феоктистовича | ГИКМ г. Полярный, № КП: 255 | 1970-е гг.                                                                                         | Укороченный вариант. Гипс; ручное прессование, ангобирование, окраска 71×62×47.                        | фото в госкаталоге:                                                         |                     |
| Дважды Герой Советского Союза летчик Б. Ф. Сафонов. 1942 115×23×28 Аналогичный бюсту-памятнику в Свероморске, Сафоново, Плавске                                         | Бюст. Дважды Герой Советского Союза, летчик Б.Ф. Сафонов                                                                                               | Тамбовский ОКМ, Инв.№: ИС-13 | | Укороченный вариант. Гипс тонированный.                                                                | фото в госкаталоге: фото на сайте Герои страны:                             |                     |
| Дважды Герой Советского Союза летчик Б. Ф. Сафонов. 1942 115×23×28 Аналогичный бюсту-памятнику в Свероморске, Сафоново, Плавске                                         | | Музей истории города и флота (Североморск), Инв.№: ??                                                                            | 1942                                                                                               | Аналогичный бюсту-памятнику в Свероморске, Сафоново, Плавске. Гипс тонированный.                       | предположительно относится к данному предмету: архивное фото в госкаталоге: |                     |
| Адмирал А. Г. Головко. 1945 35×23×28 | | Таллинский государственный художественный музей (Сейчас Музей Куму (?))                                                          | | Мрамор.                                                                                                | изображение не найдено                                                      |                     |
| Адмирал А. Г. Головко. 1945 35×23×28 | Бюст Головко Арсения Григорьевича адмирала командующего СФ                                                                                             | Военно-морской музей Северного флота (в Мурманске), Ин. № ИС-5                                                                   | 1945                                                                                               | Гипс тонированный 88×63×36.                                                                            | фото в госкаталоге:                                                         |                     |
| Адмирал А. Г. Головко. 1945 35×23×28 | Командующий СФ Адмирал А.Г. Головко | Центральный военно-морской музей имени императора Петра Великого (в Санкт-Петербурге), Ин. № 05 С-234                            | 1945                                                                                               | Гипс 90×57×33.                                                                                         | фото в госкаталоге:                                                         |                     |
| Адмирал А. Г. Головко. 1945 35×23×28 | | Государственный музей латышского и русского искусства Латвийской ССР (в Риге, сейчасЛатвийский национальный художественный музей | 1945                                                                                               | Гипс                                                                                                   | изображение не найдено                                                      |                     |
| Герой Советского Союза разведчик С. М. Агафонов. 1945 Композиционный портрет. 57×62×49 .                                                                                | Скульптурный портрет Агафонова Семена Михайловича | ГИКМ г. Полярный, Инв.№: ИИС16                                                                                                   | 1970-е гг.                                                                                         | Укороченный вариант. Гипс; ручное прессование, ангобирование, окраска 59×65×41.                        | фото в госкаталоге:                                                         |                     |
| Герой Советского Союза разведчик С. М. Агафонов. 1945 Композиционный портрет. 57×62×49 .                                                                                | Бюст Агафонова Семена Михайловича старшины 1 статьи Героя Советского Союза 181 разведотряда СФ                                                         | Военно-морской музей Северного флота (в Мурманске), Инв.№: ИС-3                                                                  | 1945                                                                                               | Гипс тонированный 74×63×43.                                                                            | фото в госкаталоге:                                                         |                     |
| Флагманский хирург профессор Д. А. Арапов. | | В 1967 собственность Д. А. Арапова                                                                                               | 1945                                                                                               | Композиционный портрет. 62×61×50 размер значительно отличается от размеров одинаковых музейных отливов | изображение не найдено                                                      |                     |
| Флагманский хирург профессор Д. А. Арапов. | Скульптурный портрет Арапова Дмитрия Алексеевича | ГИКМ г. Полярный, Инв.№: ИИС9 | 1970-е гг.                                                                                         | Укороченный вариант. Гипс; ручное прессование, ангобирование, окраска 31×36×18.                        | фото в госкаталоге:                                                         |                     |
| Флагманский хирург профессор Д. А. Арапов. | Бюст Арапова Дмитрия Алексеевича Героя Социалистического Труда главного хирурга СФ на момент создания скульптуры портретируемый не был Героем Соцтруда | Военно-морской музей Северного флота (в Мурманске), Инв.№: С-4                                                                   | 1940-е - 1980-е гг.                                                                                | Гипс тонированный 30×37×20.                                                                            | фото в госкаталоге:                                                         |                     |
| Флагманский хирург профессор Д. А. Арапов. | Флагманский хирург Арапов Д. | Картинная галерея в Балашихе Инв.№: ИС-114                                                                                       | 1988.                                                                                              | Бронза. 31×36×20.                                                                                      | фото в госкаталоге:                                                         |                     |
| Флагманский хирург профессор Д. А. Арапов. | Портрет хирурга Арапова | Воронежский ОХМ Инв.№: Ск-661 | не датирован                                                                                       | Бронза. 28,0×34,6×17,5.                                                                                | фото в госкаталоге:                                                         |                     |
| Маршал Советского Союза В.Д. Соколовский. 1947 42×53×32 . | — \\ — | Смоленский ГМЗ Инв.№: С/318 | 1948                                                                                               | Мрамор. 56×51×38.                                                                                      | фото в госкаталоге:                                                         |                     |
| Сказительница. | | В 1967 мастерская скульптора | 1947                                                                                               | Гипс тонированный 28×20×23.                                                                            | изображение не найдено                                                      |                     |
| Герой Советского Союза Р. Я. Тесаржик . | | В 1967 мастерская скульптора | 1948                                                                                               | Гипс тонированный 65×50×26.                                                                            | изображение не найдено                                                      |                     |
| Генерал-лейтенант А. И. Зыгин . | | В 1967 Полтавский ОХМ (сейчас Полтавский ХМ)                                                                                     | 1949                                                                                               | Гипс тонированный 1,25 натуры.                                                                         | изображение не найдено                                                      |                     |
| Генерал-лейтенант В. Г. Рязанов . | | В 1967 Горьковском ГХМ (сейчас Нижегородский ГХМ)                                                                                | 1949                                                                                               | Бронза. Высота —2,5 м. аналогичный бюсту в Большом Козино.                                             | изображение не найдено                                                      |                     |
| Женский портрет . | | В 1967 мастерская скульптора | 1949                                                                                               | предположительно бюст Бронза. 21×23×13                                                                 | изображение не найдено                                                      |                     |
| Герой Социалистического Труда колхозница П. А. Малинина. 1950 65×80×45 .                                                                                                | Портрет Героя Социалистического Труда Малининой П.А., председателя колхоза "ХII Октябрь" Костромской области                                           | Костромской ГИАХМЗ, Инв.№: Р- 562                                                                                                | 1953                                                                                               | Мрамор. 54×74×40.                                                                                      | фото в госкаталоге:                                                         |                     |
| Герой Социалистического Труда колхозница П. А. Малинина. 1950 65×80×45 .                                                                                                | | Выставка достижений народного хозяйства                                                                                          | 1950                                                                                               | Гипс тонированный. 65×80×45.                                                                           | изображение не найдено                                                      |                     |
| Герой Социалистического Труда колхозница Л. И. Гунина . | | В 1967 Львовская гос. картинная галерея (сейчас Национальный музей во Львове имени Андрея Шептицкого)                            | 1950                                                                                               | Гипс тонированный. 59×51×27.                                                                           | изображение не найдено                                                      |                     |
| Маршал Советского Союза Ф. И. Толбухин . | | В 1967 мастерская скульптора | 1950                                                                                               | Мрамор. 72×62×40                                                                                       | изображение не найдено                                                      |                     |
| Маршал Советского Союза Ф. И. Толбухин . | Бюст маршала Советского Союза Ф.И. Толбухина | Нижегородский ГХМ, Инв.№: НГХМ-С-71                                                                                              | 1951 \ 1944-н. 1950-х                                                                              | Мрамор. 48×40×37 \ 42×62×40.                                                                           | фото в госкаталоге:                                                         |                     |
| Артистка Н. И. Кленова . | | В 1967 мастерская скульптора | 1950                                                                                               | предположительно бюст Гипс. 6×70×40                                                                    | изображение не найдено                                                      |                     |
| Дважды Герой Советского Союза В. С. Петров. 1951 59×56×29 . | Дважды Герой Советского Союза Петров В.С. | ЦМ Вооружённых сил (в Москве), Инв.№: 12/4350                                                                                    | 1952.                                                                                              | Гипс тонированный 72×58×32.                                                                            | фото в госкаталоге:                                                         |                     |
| Дважды Герой Советского Союза В. С. Петров. 1951 59×56×29 . | Портрет дважды Героя Советского Союза В. С. Петрова | ГТГ, Инв.№: СКС-8 | 1951                                                                                               | Мрамор В. 57                                                                                           | воспроизведен в каталоге внешнее фото:                                      |                     |
| Б. А. Лавренев. | | Симферопольский ХМ | 1952.                                                                                              | Бронза 51×40×30.                                                                                       | фото на сайте музея:                                                        |                     |
| Б. А. Лавренев. | Б. А. Лавренев | Государственный литературный музей, № КП 38178                                                                                   | 1952                                                                                               | Гипс 68×39×30                                                                                          | фото в госкаталоге:                                                         |                     |
| Старейший литейщик М. М. Бородулин. | | В 1967 мастерская скульптора | 1952.                                                                                              | Гипс 28×33×20.                                                                                         | изображение не найдено                                                      |                     |
| Старейший литейщик М. М. Бородулин. | Бюст М. М. Бородулина | Луганский ОХМ, | 1952                                                                                               | Бронза 68×39×30 (?)                                                                                    | фото на сайте музея:                                                        |                     |
| Дважды Герой Советского Союза маршал бронетанковых войск С. И Богданов                                                                                                  | | ГРМ | 1952.                                                                                              | Гипс 41×21×26.                                                                                         | изображение не найдено                                                      |                     |
| Дважды Герой Советского Союза маршал бронетанковых войск С. И Богданов                                                                                                  | Маршал бронетанковых войск С.И. Богданов | Тамбовский ОКМ, № МВЦТО КП49 | 1980-е гг.                                                                                         | Гипс 70×63×30 аналогичный памятнику в Ленинграде                                                       | фото в госкаталоге:                                                         |                     |
| Дважды Герой Советского Союза маршал бронетанковых войск С. И Богданов                                                                                                  | Портрет маршала Богданова | Астраханская КГ, Инв.№: АГКГ С-53                                                                                                | ??                                                                                                 | Бронза, мрамор 58×45,4×30,7 композиционно уменьшенный вариант                                          | фото в госкаталоге:                                                         |                     |
| Дважды Герой Советского Союза маршал бронетанковых войск С. И Богданов                                                                                                  | Маршал бронетанковых войск С.И. Богданов | в альбоме 1967 года местонахождение не указано                                                                                   | 1952                                                                                               | Бронза 48×40×31 композиционно уменьшенный вариант (?)                                                  | изображение не найдено                                                      |                     |
| Герой гражданской войны А. Я. Пархоменко | А. Я. Пархоменко | ГЦМСИР, ГИК 29374 | 1952                                                                                               | Гипс тонированный 80×70×34                                                                             | изображение не найдено                                                      |                     |
| Героя Социалистического Труда колхозница К. П. Мухтарова Из серии «Мои земляки»                                                                                         | Портрет Героя Социалистического Труда К. П. Мухтаровой                                                                                                 | ГТГ, Инв.№: СКС-108 | 1954                                                                                               | Мрамор 52×50×32 \ В. 49,5                                                                              | воспроизведен в каталоге                                                    |                     |
| Героя Социалистического Труда колхозница К. П. Мухтарова Из серии «Мои земляки»                                                                                         | | В 1967 мастерская скульптора | 1954                                                                                               | Гипс тонированный 45×26×31                                                                             | изображение не найдено                                                      |                     |
| Героя Социалистического Труда колхозница К. П. Мухтарова Из серии «Мои земляки»                                                                                         | Герой Социалистического труда - Мухтарова Ксения Петровна                                                                                              | Смоленский ГМЗ Инв.№: С/304 | 1954                                                                                               | Гипс тонированный 45×34×30                                                                             | фото в госкаталоге:                                                         |                     |
| Героя Социалистического Труда колхозница К. П. Мухтарова Из серии «Мои земляки»                                                                                         | Колхозный плотник Прокофьев. Из серии «Мои земляки» | Плотник Прокофьев | Рославльский ИХМ, Инв.№: Ск1 . В альбоме 1967 года указан гипсовый отлив в мастерской скульптора . | 1954                                                                                                   | Гипс тонированный 40×28×25                                                  | фото в госкаталоге: |
| | Колхозный плотник Прокофьев. Из серии «Мои земляки» | Смоленский ГМЗ | 1954                                                                                               | Бронза 40×30×26                                                                                        | изображение не найдено                                                      |                     |
| Колхозник Прокофьев | Колхозный плотник Прокофьев. Из серии «Мои земляки» | ГЦМСИР, ГИК 33279/4 | 1954                                                                                               | Бюст (?) Гипс 45×19×17                                                                                 | изображение не найдено                                                      |                     |
| Шахтёр. Из серии «Мои земляки» | | Смоленская ХГ (?) | 1954                                                                                               | Бюст (?) Гипс тонированный 42×27×30                                                                    | изображение не найдено                                                      |                     |
| Владимир Ильич Ленин | | Дом культуры медицинских работников (?)                                                                                          | 1954                                                                                               | Мрамор 46×68×39                                                                                        | изображение не найдено                                                      |                     |
| | Китаянка | ГТГ, Инв.№: СКС-218 | 1957                                                                                               | Бюст (?) Мрамор В. 31                                                                                  | изображение не найдено                                                      |                     |
| | В. И. Ленин | ГТГ, Инв.№: СКС-2662 | 1962                                                                                               | Бронза В. 66                                                                                           | изображение не найдено                                                      |                     |
| | Портрет Героя Советского Союза вице-адмирала Г. И. Щедрина                                                                                             | ГТГ, Инв.№: СКС-1994 | 1973                                                                                               | Бронза В. 62                                                                                           | изображение не найдено                                                      |                     |
| | Портрет Долорес Ибаррури | ГТГ, Инв.№: СКС-2685 | 1979                                                                                               | Бронза В. 43                                                                                           | изображение не найдено                                                      |                     |
| | Портрет Фиделя Кастро | ГТГ, Инв.№: СКС-861 | 1981                                                                                               | Бронза В. 51                                                                                           | внешнее фото:                                                               |                     |
| | Портрет И. М. Туманова | ГТГ, Инв.№: СКС-2686 | 1981                                                                                               | Бронза В. 55                                                                                           | изображение не найдено                                                      |                     |
| | Портрет Расула Гамзатова | ГТГ, Инв.№: СКС-1210 | 1982                                                                                               | Мрамор В. 33. Ш. 38                                                                                    | изображение не найдено                                                      |                     |
| | Портрет Фиделя Кастро | ГТГ, Инв.№: СКС-1209 | 1983                                                                                               | Мрамор В. 57                                                                                           | изображение не найдено                                                      |                     |
| | Портрет А. В. Покровского | ГТГ, Инв.№: СКС-2744 | 1986                                                                                               | Мрамор В. 55                                                                                           | изображение не найдено                                                      |                     |
| | Портрет члена Политбюро Компартии Кубы Хулио Камачо | ГТГ, Инв.№: СКС-2688 | 1987                                                                                               | Бронза В. 61                                                                                           | изображение не найдено                                                      |                     |
| | Девушка нового Китая | Зеленогорский МВЦ, Инв.№: С-20                                                                                                   | (?)                                                                                                | Бронза 42×27×18                                                                                        | внешнее фото:                                                               |                     |

## Головы
| авторское название                                          | музейное название                                                                                                   | собрание                                                         | год        | описание                                                                                | фото                           |
| ----------------------------------------------------------- | --- | ---------------------------------------------------------------- | ---------- | --------------------------------------------------------------------------------------- | ------------------------------ |
| Герой Советского Союза летчик Н. А. Бокий. 1943             | Портрет Героя Советского Союза летчика Н. А. Бокия                                                                  | ГТГ, Инв.№: 27525                                                | 1943       | Гипс тонированный. Высота 38.                                                           | изображение не найдено         |
| Герой Советского Союза летчик Н. А. Бокий. 1943             | Бюст Бокия Николая Андреевича сержанта Героя Советского Союза летчика-истребителя 2 гвардейского авиационного полка | Военно-морской музей Северного флота (в Мурманске), Инв.№: ИС-14 | 1943-1945  | На ножке. Гипс тонированный. 53×23×27                                                   | фото в госкаталоге:            |
| Герой Советского Союза летчик Н. А. Бокий. 1943             | Скульптурный портрет Бокия Николая Андреевича                                                                       | ГИКМ г. Полярный, Инв.№: ИИС3                                    | 1970-е (?) | На призматическом основании. Гипс; ручное прессование, ангобирование, окраска. 53×23×28 | фото в госкаталоге:            |
| Герой Советского Союза летчик Н. А. Бокий. 1943             | Портрет Героя Советского Союза летчика Николая Андреевича Бокия (1918-1995)                                         | Новосибирский ГХМ, Инв.№: С-63                                   | 1943-1945  | На каменной призме. Бронза, камень. 38,5×22×26,5; основание: 13,5×17×17,5               | фото в госкаталоге:            |
| Герой Советского Союза летчик Н. А. Бокий. 1943             | Герой Советского Союза Н. А. Бокий                                                                                  | ГИМ, Инв.№: ФМЛ С-856                                            | 1943       | На бронзовой призме. Бронза. 53×22×22                                                   | фото в госкаталоге:            |
| Герой Советского Союза летчик Н. А. Бокий. 1943             | Портрет Героя Советского Союза Бокия Н. А.                                                                          | Смоленский ГМЗ, Инв.№: С/ 252                                    | 1942 (?)   | На каменной призме. Бронза, гранит. 53×22×22                                            | фото в госкаталоге:            |
| Герой Советского Союза летчик Н. А. Бокий. 1943             | название не известно                                                                                                | Национальный музей Таджикистана, Инв.№: не известен)             | 1943       | Гипс (?). 50×23×28 (?)                                                                  | изображение не найдено         |
| Герой Советского Союза летчик Н. А. Бокий. 1943             | Портрет Героя Советского Союза летчика Н. А. Бокия                                                                  | ГТГ, Инв.№: СКС-376                                              | 1964       | Бронза Высота 40/                                                                       | внешнее фото:                  |
| Адмирал А. Г. Головко. 1945                                 | Скульптурный портрет Головко Арсения Григорьевича                                                                   | ГИКМ г. Полярный, Инв. № ИИС7                                    | 1970-е гг. | Гипс; ручное прессование, окраска 46×24×28. Уменьшенный до головы вариант бюста         | фото в госкаталоге:            |
| Дважды Герой Советского Союза В. С. Петров. 1951 44×20×25 . | Портрет Дважды Героя Советского Союза В.С. Петрова                                                                  | Тамбовская ОКГ, Инв.№: С 124                                     | 1951       | Бронза 44×21×26 подставка 10,5×17×18.                                                   | фото в госкаталоге:            |
| Дважды Герой Советского Союза В. С. Петров. 1951 44×20×25 . | Портрет В.С. Петрова                                                                                                | Сальский музей, Инв.№: С-41                                      | 1951       | Бронза 21×43×24.                                                                        | фото в госкаталоге:            |
| Дважды Герой Советского Союза В. С. Петров. 1951 44×20×25 . | | в 1967 году Вильнюсский ГХМ                                      | 1951       | Бронза                                                                                  | изображение не найдено         |
| Дважды Герой Советского Союза В. С. Петров. 1951 44×20×25 . | | в 1967 году Тартуский ХМ ЭССР                                    | 1951       | Гипс                                                                                    | изображение не найдено         |
| Героя Социалистического Труда колхозница К. П. Мухтарова    | Портрет Героя Социалистического Труда К.П. Мухтаровой. Из серии «Мои земляки»                                       | РОСИЗО, № КП-33488                                               | 1954       | Бронза 29,5×29×22                                                                       | фото в госкаталоге:            |
| Героя Социалистического Труда колхозница К. П. Мухтарова    | | ГРМ                                                              | 1954       | Бронза 45×25×31                                                                         | воспроизведено в каталоге (23) |
| Героя Социалистического Труда колхозница К. П. Мухтарова    | Портрет К. Мухтаровой - Героя Социалистического Труда                                                               | Картинная галерея в Балашихе Инв.№: С-5                          | 1954       | Бронза 52×50×32                                                                         | фото в госкаталоге:            |
| Старуха                                                     | | В 1967 мастерская скульптора                                     | 1954       | Голова (?) Гипс 23×10,5×13,5                                                            | изображение не найдено         |
|                                                             | Портрет Джеймса Эндикотта                                                                                           | ГТГ Инв.№: СКС-201                                               | 1957       | Бронза Высота 47.                                                                       | изображение не найдено         |
|                                                             | Портрет Джо Уоллеса                                                                                                 | ГТГ Инв.№: СКС-202                                               | 1957       | Бронза Высота 57.                                                                       | внешнее фото:                  |
|                                                             | Портрет Юрия Гагарина                                                                                               | ГТГ Инв.№: СКС-2687                                              | 1962       | Бронза Высота 48.                                                                       | внешнее фото:                  |
|                                                             | Портрет Джакомо Манцу                                                                                               | ГТГ Инв.№: СКС-2741                                              | 1965       | Бронза Высота 44.                                                                       | воспроизведен в каталоге       |
|                                                             | Портрет Пьетро Арженто итальянский композитор, дирижер                                                              | ГТГ Инв.№: СКС-2740                                              | 1965       | Бронза Высота 42.                                                                       | изображение не найдено         |
|                                                             | Портрет Тодора Живкова                                                                                              | ГТГ Инв.№: СКС-2689                                              | 1979       | Бронза; дерево Высота 53.                                                               | изображение не найдено         |
|                                                             | Портрет П. М. Сысоева                                                                                               | ГТГ Инв.№: СКС-1148                                              | 1981       | Бронза Высота 49.                                                                       | изображение не найдено         |
|                                                             | Портрет Антонио Хименеса                                                                                            | ГТГ Инв.№: СКС-2743                                              | 1981       | Бронза Высота 42.                                                                       | изображение не найдено         |
|                                                             | Портрет В. И. Ленина                                                                                                | ГТГ Инв.№: СКС-2742                                              | 1982       | Мрамор Высота 76.                                                                       | изображение не найдено         |
|                                                             | Портрет композитора Оскара Фельцмана                                                                                | РОСИЗО, Инв.№: СК-160                                            | (?)        | Гипс тонированный 52×30×35                                                              | внешнее фото:                  |

## Рельефы
| название | местонахождение \ собрание                                       | этапы создания | соавторы | описание                                                      | фото                                                             |
| --- | ---------------------------------------------------------------- | -------------- | --- | ------------------------------------------------------------- | ---------------------------------------------------------------- |
| «Слушают В. И. Ленина» из серии барельефов на историко-революционные темы Варианты названия серии: «Строительство страны социализма» «В. И. Ленин и И. В. Сталин — основатели и руководители Советского государства» | в альбоме 1967 года указана ГТГ, в каталогах не встречается.     | 1949           | руководитель Н. В. Томский , соавторы В. Е. Цигаль, Г. И. Мотовилов, М. Ф. Бабурин, П. И Бондаренко, А. П. Файдыш, Д. П. Шварц | Гипс тонированный. 235×175×10 Сталинская премия 1950          | воспроизведен в альбоме                                          |
| «Парад Победы» возможно из серии барельефов на историко-революционные темы | ГИМ, левая часть Инв. № И IV 2605; правая часть Инв. № И IV 2606 | 1950-е         | В. Е. Цигаль | Гипс тонированный. Левая часть 96×115×7 правая часть 96×110×7 | фото левой части на сайте музея фото правой части на сайте музея |

## Произведения без достаточной атрибуции
| название                            | местонахождение \ собрание     | этапы создания | соавторы | описание               | фото                   |
| ----------------------------------- | ------------------------------ | -------------- | -------- | ---------------------- | ---------------------- |
| Писатель И. А. Гончаров             | в альбоме 1967 года указан МГУ | 1953           |          | Мрамор. Две натуры     | изображение не найдено |
| Академик Ф. П. Литке                | в альбоме 1967 года указан МГУ | 1953           |          | Бронза. Полторы натуры | изображение не найдено |
| Мужик. Эскиз композиции «1905 год». | в 1967 в мастерской скульптора | 1954           |          | Гипс 16×20×30          | изображение не найдено |